# Oxibis
Els oxibis (en llatí Oxybii, en grec antic Ὀξύβιοι) eren un poble lígur, que vivia a la costa de la Gàl·lia Narbonense, sense que es pugui precisar exactament. Se sap que se situaven a l'oest del riu Var.
Eren veïns dels deciats (deciates). La seva ciutat principal era Egitna, de situació desconeguda. Plini el Vell situa els oxibis a l'est del Riu Argenç i a l'oest dels deciats. Es creu que ocupaven la costa des de Fréjus fins al país dels deciats que arribaven fins al Var. Antípolis (Antibes) ja era en territori dels deciats.
Polibi diu que, juntament amb els deciats, van atacar Antípolis i Nicea (Niça) i els massaliotes van demanar ajuda a Roma. Els romans va enviar uns comissionats que van arribar a Egitna, però els oxibis, que sabien que els romans els volien donar l'ordre d'aixecar el setge, van ferir a un dels comissionats provocant la intervenció de Roma. Van enviar al cònsol Quint Opimi amb un exèrcit que va derrotar els dos pobles i va donar part del seu territori a Massàlia l'any 154 aC.